# 南坑 (新竹市)
南坑，位於臺灣北部，為三姓公溪的支流，位於新竹市香山區中部。主流發源於香村里南端，匯集附近諸山溪之水向北流，經柑林溝，至隘口與來自東方之北坑合流後，始稱三姓公溪。